# Yewwu-Yewwi
Yewwu-Yewwi ou Yéwu Yéwi, fondée en 1984 à Dakar, est une organisation féministe sénégalaise d'orientation libérale, « le premier mouvement féministe au Sénégal ».

## Histoire
En 1984, Marie-Angélique Savané, l'un des leaders de l'Association des femmes africaines pour la recherche et le développement fondée sept ans plus tôt, cofonde l'organisation Yewwu-Yewwi PLF lors d'une assemblée générale de création le 7 janvier 1984 à la Chambre de Commerce de Dakar,,. Celle-ci est considérée comme la première organisation féministe au Sénégal,.
Le groupe est dirigé par des femmes sénégalaises musulmanes instruites. De nombreux membres de Yewwu-Yewwi sont membres de And-Jëf. La journaliste Marie-Angélique Guéye, Cathy N'Dong, est également dans le groupe.

## Activités
Yewwu-Yewwi PLF est une organisation féministe sénégalaise d'orientation libérale,,. Ses positions se reflètent dans le journal féministe de l'association, Fippu.
Son nom est tiré d'une expression wolof signifiant « élever la conscience pour la libération », suivi de « Pour la libération de la Femme ».
Les activités de Yewwu-Yewwi comprennent la sensibilisation, la mobilisation, le lobbying, la publication et la collecte de fonds. Elle collabore avec d’autres associations de femmes africaines. L’accent mis sur l’égalité des sexes, la violence contre les femmes, l’excision, l'âge minimal au mariage, la suppression de la polygamie et de la répudiation contribue à établir un programme pour les organisations de femmes au Sénégal,,.
Le 8 mars 2023, l'association est mise à l'honneur au musée de la femme Henriette Bathily à Dakar.

## Actions
- Yewwu-Yewwi décerne un prix public, le prix Aline Sitoe Diatta, au président du Burkina Faso, Thomas Sankara, afin de faire pression sur l'exécutif sénégalais pour qu'il accorde une attention prioritaire à la condition féminine[6].